# Blennidus ferrugineicornis
Blennidus ferrugineicornis là một loài bọ chân chạy thuộc phân họ Pterostichinae. Loài này được Motschulsky mô tả năm 1866.